# Síndrome de Aarskog-Scott
El síndrome de Aarskog-Scott es una enfermedad genética cuyos principales síntomas son baja estatura, facies anormal y diversas anomalías genitales y músculo-esqueléticas. Se lo denomina también síndrome faciodigitogenital o displasia faciogenital. Solo se han reportado menos de 100 casos en el mundo desde su descubrimiento en 1970.

## Etiología genética
El síndrome de Aarskog-Scott está causado por una mutación en el gen FGD1, o gen de la displasia facio-genital tipo I por sus siglas en inglés (facio genital dysplasia type I), situado en la zona p11.21 del cromosoma X. Es una patología genética recesiva ligada al cromosoma X y, por lo tanto, los hijos de una mujer portadora tienen un 50 % de probabilidades de ser afectados por el síndrome, mientras que sus hijas tienen también un 50 % de probabilidades de convertirse ellas también en portadoras. Las mujeres portadoras suelen tener algunas manifestaciones leves del síndrome, sobre todo en el rostro y las manos.

## Eponimia
El síndrome recibe su nombre de Dagfinn Aarskog, un pediatra y genetista  noruego que fue el primero que lo describió en 1970, y de Charles I. Scott, Jr., un genetista estadounidense quien de forma independiente lo describió un año después.

## Descripción
Los pacientes con síndrome de Aarskog-Scott presentan estatura baja, hipertelorismo (es decir, aumento de la distancia de las paredes internas de la órbita de los ojos), fisuras palpebrales descendentes, narinas revertidas, distensión articulatoria, escroto en forma de chal (en un 90 % de los casos) y ocasionalmente un retraso mental leve o moderado. El fenotipo físico varía con la edad y los hombres postpuberales pueden presentar solo manifestaciones remanentes menores del fenotipo prepuberal.

## Anomalías características
- Crecimiento
  - baja estatura que se evidencia sobre todo durante los primeros tres años de edad
  - retraso en los estirones típicos de la adolescencia
  - 160 a 170 cm en la edad adulta
- Comportamiento
  - coeficiente intelectual normal en la mayor parte de los casos
  - deficiencia mental entre leve y moderada (ocasionalmente)
  - hiperactividad y déficit de atención
  - comportamiento social normalmente bueno
- Facciones faciales 
  - rostro redondeado
  - pico de viuda
  - distancias mayor de la normal entre los ojos (hipertelorismo)
  - posición anormalmente caída del párpado superior (blefaroptosis)
  - hendidura de los ojos (fisuras palpebrales) inclinadas hacia abajo ligeramente
  - nariz pequeña con anteversión en las fosas nasales
  - edema facial en niños de menos de 4 años
  - hipoplasia maxilar
  - leve pliegue bajo el labio inferior
  - erupción dental retardada
  - orejas ligeramente pegadas al rostro en su parte superior
- Extremidades
  - dedos de manos y pies cortos (braquidactilia)
  - clinodactilia del dedo meñique
  - sutil membrana interdigital en manos y pies
  - pliegue simiesco en la palma
  - pulgares anchos en pies y manos
- Cuello
  - cuello corto
  - posible pterigión cervical
- Pecho
  - leve tórax en embudo (pecho hundido)
- Abdomen
  - ombligo prominente
  - hernia inguinal
- Genitales
  - escroto en forma de chal (en inglés, shawl scrotum) (el escroto rodea al pene)
  - criptorquidia (testículo oculto)